# Maria Locke
Maria Locke oder Lock (* 1808 in Richmond, New South Wales, Australien; † 6. Juli 1878 in Blacktown, New South Wales) war eine Aborigine im Boorooberongal Clan der Darug, der im Gebiet der heutigen westlichen Vororte von Sydney lebte. Maria war die erste Aborigine, die einen Weißen nach britischem Recht und Gepflogenheiten legal heiratete; als Besonderheit wurde ihr von der Kolonialregierung ein Rückgaberecht für ihren Ehemann – einen Sträfling – eingeräumt.

## Herkunft und Jugend
Der Vater von Maria Locke war Yarramundi, ein Elder, der von den Briten Chief of the Richmond tribe genannt wurde, und ihr Großvater war Gombeeree. Maria war die Schwester des Elders Colebee, der gemeinsam mit Narragingy als einer der ersten Aborigines Land in New South Wales übereignet bekam.
Es wird angenommen, dass Maria schon in früher Kindheit Kontakt zu Europäern hatte. Yerramundi übergab seine Tochter im Alter von elf Jahren William Shelley und seiner Frau Elizabeth, die sie in der Native Institution in Parramatta zur Schule brachten, an der Shelley Schulleiter war. Maria Locke war das erste Aborigine-Mädchen, das in diese Schule ging, die 1815 eröffnet worden war. Maria war eine ausgezeichnete Schülerin und gewann mit großer Wahrscheinlichkeit im Alter von 14 Jahren den Hauptpreis im Schul-Wettbewerb gegen 20 Kinder der Aborigines und 100 der Europäer.

## Heirat
Die damals 16 Jahre alte Maria Locke war die erste Aborigine, die legal heiratete. Ihr Mann Robert Locke war ein britischer Sträfling, der nicht lesen und schreiben konnte und eine Strafe von sieben Jahren zu verbüßen hatte. Ungewöhnlich und einmalig in der Sträflingskolonie Australiens war nicht nur die Heirat, sondern auch, dass der Sträfling Robert von der Kolonialregierung an Maria Locke mit einem Rückgaberecht abgetreten wurde. Es gibt aber auch Anzeichen dafür, dass Maria zuvor mit Dicky, einem Sohn des Elders Bennelong, verheiratet war.
Nach der Hochzeitsfeier am 26. Januar 1824, dem 36. Jahrestag der Landung der First Fleet, zogen beide nach Blacktown und siedelten dort auf 1,6 ha Land in einer Holzhütte. Maria wurde vor der Heirat ein kleines Stück Land und eine Kuh zugesichert. Sie erhielt die Kuh, aber nicht das Land. Daraufhin reklamierte sie das versprochene Land. Ihr wurde eine Zusicherung auf die 12 ha Land gegeben, die Colebee und Nurragingy 1819 als erste indigene Bewohner Australiens erhalten hatten. Ein Jahr nach der Heirat zog das Ehepaar Locke nach Liverpool City bei Sydney.
Maria und Robert hatten neun gemeinsame Kinder und lebten ab 1844 wieder in Blacktown auf dem Land der verstorbenen Colebee und Nurragingy, das Maria nach einer gerichtlichen Auseinandersetzung übereignet wurde. Sie war vermutlich die erste Aborigine, die eigenes Land besaß, und lebte dort bis zu ihrem Tod im Alter von 70 Jahren. Robert war vor ihr im Alter von 53 Jahren am 23. August 1854 verstorben.

## Nachbetrachtung
Jerome, ein Enkel von Maria Locke, war 1878/1879 Soldat bei den Windsor Volunteer Rifles. Es wird angenommen, dass er der erste von Aborigines stammende Soldat Australiens war. Die Locke-Familie hat den am besten dokumentierten Stammbaum einer indigenen Familie Australiens, der bis auf die 1740er Jahre zurückreicht. Nach Schätzungen leben heute etwa 7000 Nachkommen von Maria und Robert Locke, von denen viele noch in und um Blacktown leben. Als letzte „Vollblut“-Aborigine der Darug gilt Martha Everingham, die 1926 starb.